# Gilbert Shelton
Gilbert Shelton (n. Houston, en Texas, el 31 de mayo de 1940) es un historietista estadounidense. Junto con Robert Crumb y Vaughn Bodé (1941 - 1975), es uno de los artistas más importantes del comic underground. Es el creador de Los Fabulosos Freak Brothers, Fat Freddy's Cat y Superserdo.

## Biografía

### Inicios
Tras acabar sus estudios secundarios en el instituto Lamar, de Houston, ingresó en la Universidad Washington y Lee, en Lexington, ciudad independiente sita en el estado de Virginia; después, en la Universidad de Texas A&M; y, por último, en la Universidad de Texas en Austin. En esta última, donde obtendría en 1961 el título de grado de ciencias sociales, se publicaron ya en 1959 sus primeras historietas en la revista "The Texas Rangers".
Nada más obtener el título, se fue a vivir a Nueva York, y allí se puso a trabajar de redactor en una editorial que publicaba revistas de automoción, ocasión que aprovecharía a menudo para deslizar sus dibujos en la imprenta.
En 1961 concibió el personaje de Superserdo (Wonder Wart-Hog), paródico de Supermán. El año siguiente, volvió a Texas para seguir los cursos de licenciatura, y así postergaría el servicio militar mediante una prórroga de estudios. Las dos primeras historietas de Superserdo se publicaron en la primavera de 1962 en "Bacchanal", una efímera revista estudiantil. Shelton empezaría después a ocuparse de la edición de "The Texas Rangers" y de publicar más episodios de "Superserdo". 
De los cursos de licenciatura, se cambió a una escuela de artes en la que haría amistad con Janis Joplin. Tras dos años en esa escuela, tuvo que presentarse en la caja de reclutas, pero alegó tomar drogas psicodélicas y lo declararon exento.
En 1964 y 1965, vivió en Cleveland (Ohio), pues allí estaba su novia de entonces estudiando en la escuela de arte y diseño. Intentó encontrar empleo en una compañía que se dedicaba a imprimir tarjetas de felicitación y que tenía su sede en Cleveland: la American Greeting Card Company. En esa empresa había trabajado antes su colega Robert Crumb. Shelton no tendría la misma suerte.
En esa misma época, empezó a dirigir el aspecto gráfico de un local de rock de Austin: Vulcan Gas Company. Allí trabajaría con el cartelista Jim Franklin, y diseñaría numerosos carteles del estilo psicodélico de los que hacían entonces los californianos Victor Moscoso y Rick Griffin. En el verano de 1968, se fue a San Francisco esperando que allí le saliera más trabajo de hacer carteles que en Texas.
La editorial que había venido publicando regularmente las historietas de Superserdo desde 1966, Millar Publishing Company, sacó en 1968 dos números trimestrales dedicados al personaje, con tirada de 140.000 ejemplares por álbum, pero las distribuidoras no los admitieron, de manera que al final sólo se vendieron unos 40.000 de cada uno.
La editorial Print Mint, una de las principales de entonces en el mundillo de los cómics underground, le publicó una historieta llamada "Feds 'n' Heads" (título que podríamos traducir por "Polis y cocos"). En esa historieta, como en otras, aparece Superserdo a modo de "artista invitado".

### Madurez
Después de eso y aún en 1968, Shelton produjo la primera historieta de sus personajes más famosos, los Freak Brothers, de la que saldría la famosa serie.
En 1969, creó otra serie derivada: "Fat Freddy's Cat". Ese mismo año, fundó con su colega Jaxon (Jack Jackson), más Fred Todd y Dave Moriarty, la editorial  Rip Off Press, que en principio estaba destinada sólo a historietas y a carteles de promoción de grupos de rock.
En 1978, se publicó el LP de Grateful Dead "Shakedown Street", con portada de Shelton.
En el mismo año, el también estadounidense Paul Mavrides (n. 1945) empezó a trabajar con Shelton en el guion y el dibujo de los Freak Brothers, y pronto se les uniría en el dibujo su compatriota Dave Sheridan, que estaría con ellos hasta su muerte en 1982.

### Estancia en Francia
A mediados de los años 80, Shelton se instaló en Francia, y hoy en día vive en París y en Borgoña. No obstante haberse cambiado de continente, seguiría trabajando con Paul Mavrides aunque estuviera éste en el otro lado del Atlántico.  
A partir de finales de los años 90, las publicaciones de Shelton en el mundo de la historieta son escasas.
En los últimos tiempos, Shelton ha trabajado con el historietista francés Pic (Denis Lelièvre, n. 1961), con el que ha creado la serie "Not Quite Dead". 
Shelton es amigo del dibujante, caricaturista y escritor muniqués Gerhard Seyfried (n. 1948), y trabaja con él a menudo. Uno de sus trabajos comunes es "Phineas' Big Show" ("El gran espectáculo de Phineas"), junto con Paul Mavrides.
En el año 2005, se publicó una nueva historieta de Superserdo en el n.º 15 de la revista "Zap Comix".
Desde el año 2006, Gilbert Shelton canta y toca el piano junto con el ilustrador, escritor y fotógrafo francés Bruno Blum, que canta y toca la guitarra, en el grupo Blum Brothers. Actuaban en el Jockomo, un bar de estilo Nueva Orleáns del XI Distrito de París. Por el ruido, ya no hay actuaciones en el Jockomo ni en los demás bares de la misma calle desde septiembre del 2008.

## Legado
Aunque ni las historietas de los Freak Brothers ni las de Fat Freddy's Cat fueron tomadas por editoriales grandes, unas y otras gozarían de amplia publicación en muchos países.
Las primeras ediciones europeas de los "Freak Brothers" y de "Fat Freddy's Cat" fueron en la revista suiza de contracultura "Hotcha!", del escritor, artista gráfico y editor Urban Gwerder.
Los álbumes de Gilbert Shelton han sido publicados en el mundo francófono por la editorial independiente Tête Rock.
A partir de 1979, las obras de Shelton empezaron a publicarse en España: primero en la revista "El Víbora", y después en "Makoki". 
En la década del 2000, se prepararía una película de los Freak Brothers titulada como una de sus historias en papel, "Grass Roots", con Shelton como guionista principal y empleando la técnica de animación de fotos de imagen real (stop motion), que en este caso sería de muñecos.

## Premios y candidaturas
- 1997 Premio Haxtur al "Autor que Amamos", en el Salón Internacional del Cómic del Principado de Asturias Gijón
- 2009. Candidato al Premio Haxtur a al "Mejor Historia Corta por "Not Quite Dead: El último bolo en Shnagrlig" en el Salón Internacional del Cómic del Principado de Asturias. Gijón

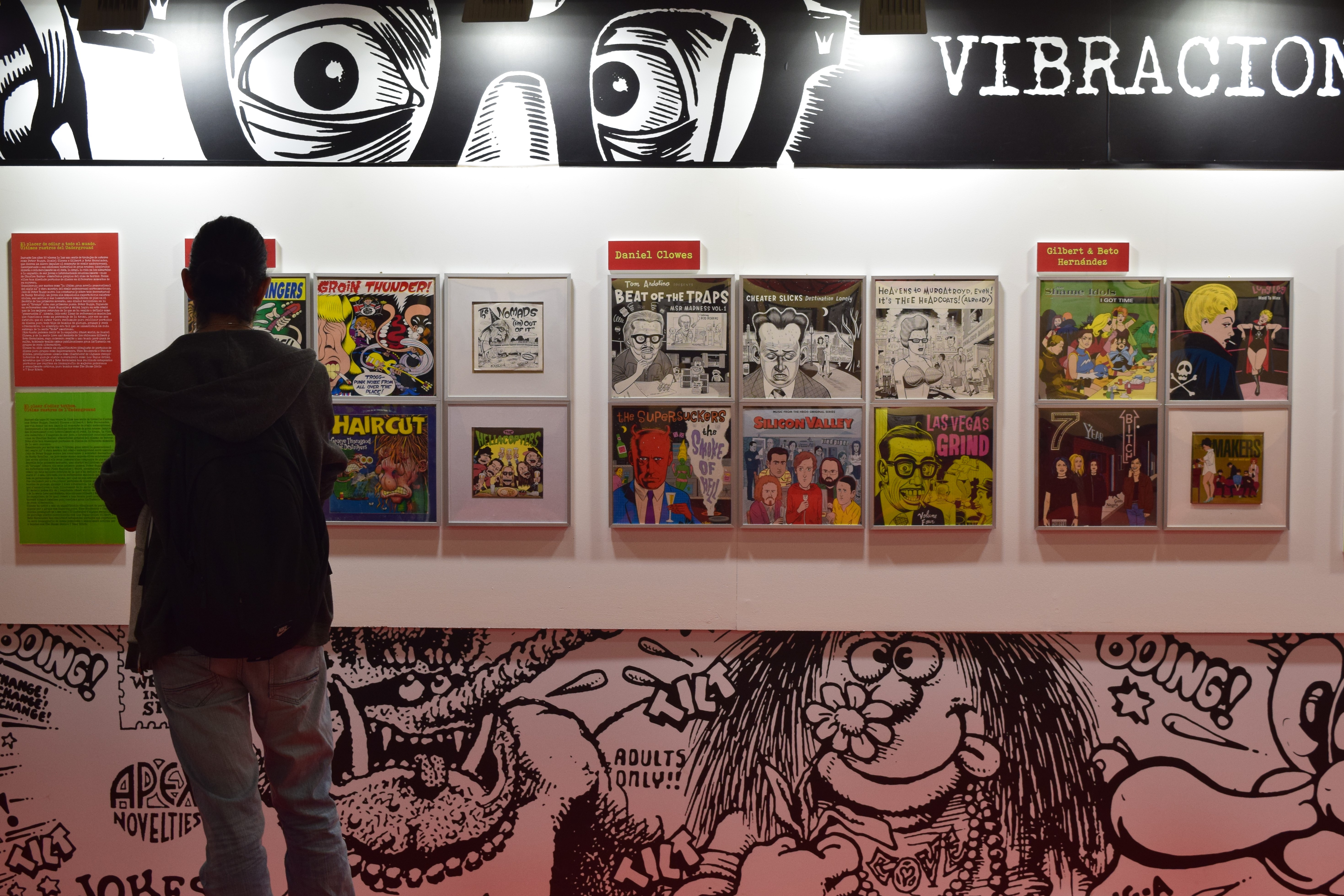
Representaciones del personaje de G. Shelton Superserdo y de otros dos de R. Crumb, que son Flower Child y Huevos Ackley (Eggs Ackley), en un mural tras un panel de exposición, en la edición del 2019 del Salón de Barcelona.

- 2009. Candidato al Premio Haxtur al "Humor" por "Not Quite Dead: El último bolo en Shnagrlig" en el Salón Internacional del Cómic del Principado de Asturias. Gijón.
- *2009. Candidato al Premio Haxtur a la "Mejor Portada" por "Not Quite Dead: El último bolo en Shnagrlig" en el Salón Internacional del Cómic del Principado de Asturias. Gijón.